# David Martín Lozano
David Martín Lozano (Barcelona, 1977. január 2. –) világbajnoki ezüst- (2009, 2019) és bronzérmes (2007) és Európa-bajnoki bronzérmes (2006) spanyol válogatott vízilabdázó, a CNA Barceloneta játékosa.